# Kurt Meyer (Chemiker)
Kurt Meyer, auch Johannes Kurt Meyer (* 31. März 1904 in Zwickau; † 6. November 1978 in Wolfen), war ein deutscher Chemiker. Er wurde durch seine Arbeiten zur Fotochemie, als Industriechemiker und als Vorsitzender der Chemischen Gesellschaft der Deutschen Demokratischen Republik bekannt.

## Leben und Wirken
Meyer wurde als Sohn eines Gerichtsbeamten geboren. Nach dem Abitur studierte er von 1923 bis 1927 Chemie an der TH Dresden, wo er 1929 als akademischer Schüler von Roland Scholl promoviert wurde. Bis 1934 arbeitete er weiter als wissenschaftlicher Assistent von Scholl in Dresden. Zu seinen frühen wissenschaftlichen Leistungen zählt die Synthese von Coronen, einem hochkondensierten aromatischen Kohlenwasserstoff.
Berufserfahrungen sammelte er seit 1934 in der fotografischen Industrie. Bereits 1937 wurde er Leiter des Forschungslaboratoriums des Zeiss-Ikon-Filmwerks. Zu seinen Forschungsgebieten zählten u. a. optische Sensibilisatoren und Polarisationsfolien. Ab 1945 war Meyer Chefchemiker im Forschungslabor des Farbfilmkopierwerks Socexport-Film und arbeitete von 1947 bis 1950 in der Sowjetunion – im Rahmen der Deportation deutscher Wissenschaftler (Aktion Ossawakim). Anschließend wurde er Technikumsleiter der VEB Filmfabrik in Wolfen, ab 1954 wirkte er dort als Abteilungsleiter. 1955 habilitierte sich Meyer an der Humboldt-Universität in Berlin. 1956 wurde er in Wolfen als Direktor für Forschung und Entwicklung tätig, zugleich erhielt er an der Humboldt-Universität in Berlin eine Professur und einen Lehrauftrag für physikalische Chemie. Seit 1964 war er ordentliches Mitglied der Akademie der Wissenschaften der DDR.
Von 1959 bis 1961 war Meyer Vorsitzender der Chemischen Gesellschaft der Deutschen Demokratischen Republik.